# Xeno (computerspelserie)
De Xeno-serie is een reeks fantasiespellen in het rollenspelgenre (RPG).

## Beschrijving
De Xeno-serie werd bedacht door Tetsuya Takahashi. Het eerste deel, Xenogears, kwam uit op 11 februari 1998 en werd ontwikkeld door SquareSoft. Nadat Takahashi het bedrijf in 1999 verliet, richtte hij zijn eigen spelstudio op, genaamd Monolith Soft. De spellen hebben geen gemeenschappelijke verhaallijn, maar delen wel dezelfde thema's en hetzelfde voorvoegsel Xeno.
Spellen in de serie vinden plaats in een sciencefictionwereld met verhalen die gaan over psychologische en religieuze thema's.
De eerste titel, Xenogears, werd oorspronkelijk bedacht als verhaallijn voor Final Fantasy VII, maar kreeg doorgang voor een eigen project. Nadat SquareSoft besloot om verder te werken aan de Final Fantasy-reeks, vertrokken Takahashi en enkele medewerkers om voor zichzelf te beginnen.
Na een voortijdig einde van de Xenosaga-spellen in 2006, werd Monolith Soft een jaar later overgenomen door Nintendo, en men startte aan de ontwikkeling van Xenoblade Chronicles.

## Spellen in de reeks
- Xenogears (1998)
- Xenosaga Episode I (2002)
- Xenosaga Freaks (2004)
- Xenosaga Episode II (2004)
- Xenosaga: Pied Piper (2004)
- Xenosaga I & II (2006)
- Xenosaga Episode III (2006)
- Xenoblade Chronicles (2010)
- Xenoblade Chronicles 3D (2015)
- Xenoblade Chronicles X (2015)
- Xenoblade Chronicles 2 (2017)
  - Xenoblade Chronicles 2: Torna – The Golden Country (2018)
- Xenoblade Chronicles: Definitive Edition (2020)
- Xenoblade Chronicles 3 (2022)

## Subseries
Xenogearskwam in 1998 uit voor de PlayStation in Japan en de VS. De gameplay bevat beurtelingse gevechten te voet en in mecha's, genaamd Gears. Xenogears is eigendom van Square Enix.
Xenosagaeen subserie bestaande uit een trilogie voor de PlayStation 2, uitgekomen tussen 2002 en 2006. Xenosaga is eigendom van Bandai Namco.
Xenoblade Chroniclesbestaande uit vier spellen voor de Wii, Wii U en Switch. De gameplay bevat een op actie gebaseerd gevechtssysteem in een open wereld. Xenoblade Chronicles is eigendom van Nintendo.

## Ontvangst
De Xeno-serie is zeer positief ontvangen in recensies. Men prijst de verhaallijn, gameplay, grafische elementen, presentatie en de soundtrack. Kritiek was er op de complexiteit van de meervoudige verhalen.
Van Xenogears zijn wereldwijd ruim een miljoen exemplaren verkocht. Xenosaga verkocht echter minder goed dan verwacht. Met Xenoblade Chronicles werd het grootste commerciële succes behaald met de meest verkochte exemplaren in de spelserie.